# Demi Harman
Demi Renee Harman (Brisbane, Queensland; 11 de marzo de 1993) es una actriz australiana de ascendencia estadounidense, conocida por haber interpretado a Sasha Bezmel en la serie Home And Away.

## Biografía
Es hija de un estadounidense y de la australiana Carrie Harman; tiene tres hermanos: la actriz Brooke Harman, Beau Harman y Paige Matilda Harman.
En 2014 comenzó a salir con el modelo australiano Tyler-Atkins; pero la relación terminó unos meses después.
Ese mismo año comenzó a salir con el actor australiano Alec Snow, sin embargo la relación terminó más tarde.
Actualmente Demi sale con Andrew Brooks.

## Carrera
El 31 de agosto de 2011 se unió al elenco de la exitosa serie australiana Home and Away donde interpreta a Sasha Bezmel, la hija del doctor Sid Walker y media hermana de Indigo y Dexter, hasta el 1 de abril de 2015 después de que su personaje decidiera mudarse para estudiar.
En el 2013 participó en la versión australiana del programa de concurso Celebrity Splash!.
En marzo del 2015 se anunció que Demi se había unido al elenco de la quinta y última temporada de la serie Winners & Losers donde interpretó a Riley Hart, hasta el final de la serie el 12 de septiembre de 2016.

## Filmografía

### Series de televisión
| Año         | Serie            | Personaje    | Notas         |
| ----------- | ---------------- | ------------ | ------------- |
| 2016        | Winners & Losers | Riley Hart   | 13 episodios  |
| 2011 - 2015 | Home and Away    | Sasha Bezmel | 305 episodios |

### Películas
| Año  | Título       | Personaje | Notas                                              |
| ---- | ------------ | --------- | -------------------------------------------------- |
| 2011 | Still Waters | Sarah     | junto a Carmel Savage, Meisha Lowe y Shaun Trainer |

### Apariciones
| Año             | Programa                    | Notas                     |
| --------------- | --------------------------- | ------------------------- |
| 2015 - presente | Better Homes and Gardens    | presentadora              |
| 2013            | Celebrity Splash! Australia | 2 episodios - concursante |

## Premios y nominaciones
| Año  | Categoría                      | Premio      | Serie         | Resultado |
| ---- | ------------------------------ | ----------- | ------------- | --------- |
| 2012 | Most Popular New Female Talent | Logie Award | Home and Away | Nominada  |